# توماس إليوت
توماس إليوت (بالإنجليزية: Thomas Elliott)‏ (6 أبريل 1890 في المملكة المتحدة - ) هو لاعب كرة قدم بريطاني (وحمل سابقاً جنسية المملكة المتحدة لبريطانيا العظمى وأيرلندا) في مركز مهاجم داخلي. لعب مع غريمسبي تاون ونادي برينتفورد ونادي كرو ألكساندرا ونوتينغهام فورست وهدرسفيلد تاون ونادي غاينسبورو ترينيتي ودورهام سيتي ‏ وAnnfield Plain F.C. ‏ وWest Stanley F.C. ‏.